# Nine Days (film)
Nine Days è un film del 2020 scritto e diretto da Edson Oda, al suo esordio alla regia di un lungometraggio.

## Trama
Il film è ambientato in una dimensione astratta, un "non luogo" dove si trovano alcune persone che ancora devono nascere. Will, un misterioso e solitario supervisore,  ha il compito in nove giorni di selezionare tra un gruppo di persone una sola che prenderà vita sulla terra, le persone scartate spariranno per sempre e come unica consolazione potranno rivivere un unico momento bello prima di non esistere più. Will, in modo impersonale e burocratico, pone le stesse domande a tutti, ipotizza delle situazioni che i candidati devono risolvere e analizza le loro risposte. Tra i candidati a una nuova vita c'è Emma, una giovane anticonformista che con il suo comportamento e le sue risposte lascia Will molto perplesso. Il compito di Will è anche quello di osservare su degli schermi la vita delle persone che ha precedentemente scelto di far nascere e la sua preferita è Amanda, una ragazza sensibile e di grande talento che inspiegabilmente e all'improvviso si suicida. Will è scioccato dalla scelta di Amanda e mette in discussione se stesso e i suoi metodi di selezione. Arriva alla conclusione che far nascere candidati sensibili, gentili e di talento non è la scelta giusta, loro non sono adatti per affrontare la durezza e le difficoltà della vita. Questo cambio di prospettiva gli fa selezionare al termine dei nove giorni un candidato molto deciso, un ragazzo dalla risposta pronta e senza dubbi, e gli fa scartare Emma nonostante un suo collaboratore, Kyo, abbia visto in lei delle grandi potenzialità. Solo quando ormai la scelta è compiuta Will capisce, da alcune tracce scritte che Emma ha lasciato in casa, quanto sia sensibile e profondo il carattere della ragazza. La insegue nella landa desolata dove Emma è destinata a sparire per sempre e l'accontenta nel suo ultimo desiderio. Emma aveva chiesto di vedere il momento più bello della vita di Will stesso. Quel momento era quando durante la sua vita, da ragazzo, Will aveva recitato in teatro sentendo la più grande gioia mai provata. Will recita per Emma il monologo che da ragazzo lo aveva fatto sentire in teatro pura energia e mentre recita lascia il suo aspetto di freddo burocrate e si sente per una volta ancora, vivo. Emma sorride e tutto si spegne.

## Produzione
Le riprese del film sono iniziate nel luglio 2019 nello stato dello Utah.
Il budget del film è stato di 10 milioni di dollari.

## Promozione
Il primo trailer del film è stato diffuso il 14 ottobre 2020.

## Distribuzione
Il film è stato presentato in anteprima al Sundance Film Festival 2020, il 27 gennaio.

## Riconoscimenti
- 2020 - Sundance Film Festival[6]
  - Premio Waldo Salt per la miglior sceneggiatura a Edson Oda
  - In concorso per il Gran premio della giuria: U.S. Dramatic
- 2021 - Independent Spirit Awards[7]
  - Candidatura per il miglior film d'esordio
  - Candidatura per il miglior attore non protagonista a Benedict Wong